# Elaeocarpus subpetiolatus
Elaeocarpus subpetiolatus är en tvåhjärtbladig växtart som beskrevs av Ho Tseng Chang. Elaeocarpus subpetiolatus ingår i släktet Elaeocarpus och familjen Elaeocarpaceae. Inga underarter finns listade i Catalogue of Life.